# Tom Dolan
Thomas Fitzgerald "Tom" Dolan, född 15 september 1975 i Arlington i Virginia, är en amerikansk före detta simmare.
Dolan blev olympisk guldmedaljör på 400 meter medley vid sommarspelen 1996 i Atlanta.